# Villa Giulia
Villa Giulia è un edificio di Roma che si trova lungo l'attuale viale delle Belle Arti, alle pendici dei monti Parioli, non distante da via Flaminia.
Costruita come residenza estiva in una zona di Roma conosciuta come la 'Vigna Vecchia' addossata all'esterno delle  mura cittadine, per volere di papa Giulio III, cui deve il nome, fu progettata da Jacopo Barozzi da Vignola. Rimasta di proprietà della Curia romana, passò allo Stato italiano con la presa di Roma del 1870 e adibita in seguito a sede del Museo nazionale etrusco, sua attuale destinazione d'uso.

## Storia

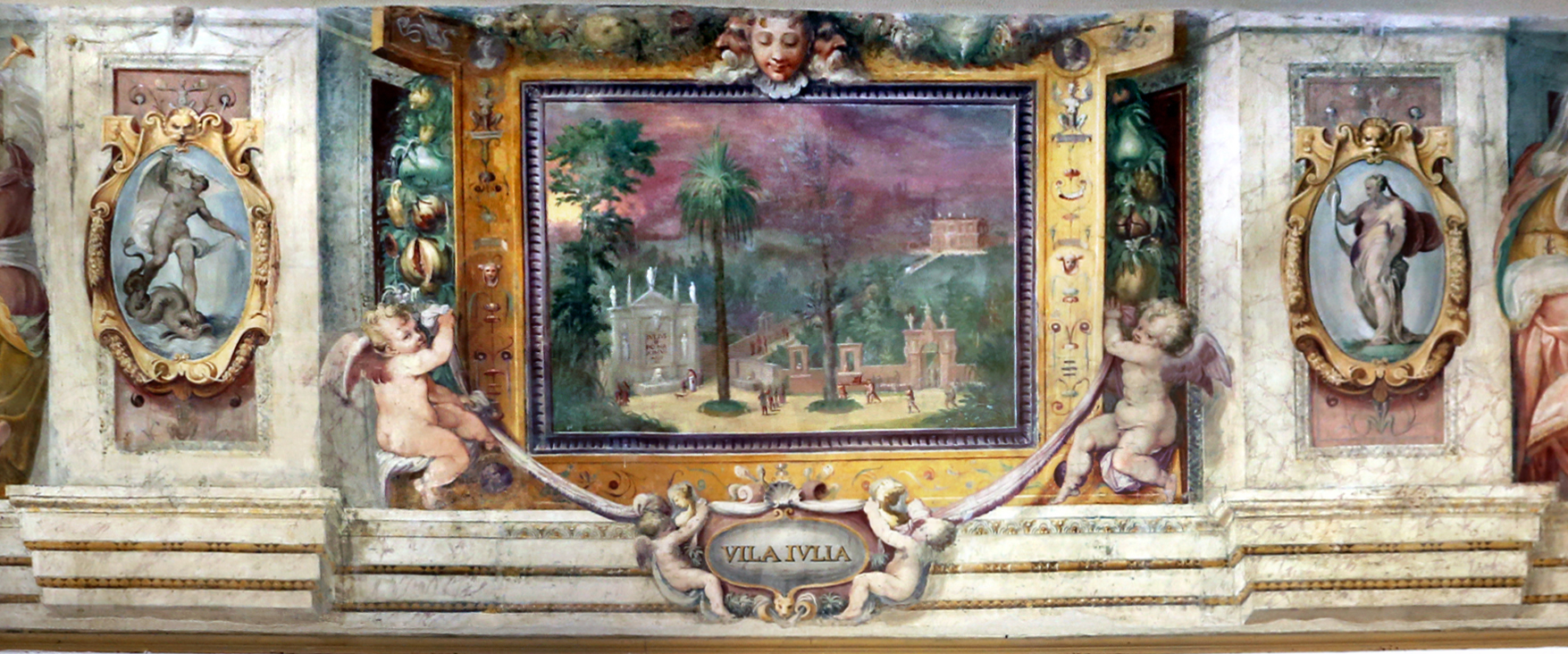
Veduta di villa Giulia negli affreschi della villa, come appariva nel XVI secolo, dalla fontana dell'Ammannati in via di Villa Giulia alla villa vera e propria

La villa attuale è solo una piccola parte di una precedente proprietà, che conteneva tre vigne. Qui fu costruita una villa per papa Giulio III, colto umanista e grande amante delle arti. Il  progetto iniziale dell'edificio, del 1551–1553, si deve a Giacomo Barozzi da Vignola. Il ninfeo e le altre strutture del giardino, invece, furono progettate da Bartolomeo Ammannati. A Giorgio Vasari che sostiene di essere stato il primo che disegnasse e facesse tutta l'invenzione della Vigna Julia, si deve probabilmente il progetto complessivo dell'apparato decorativo messo in opera di un nutrito gruppo di artisti, di cui si dice più avanti. Spesso, come ci testimonia il Vasari, i contatti tra il Papa ed il gruppo degli artisti furono tenuti da monsignor Pietro Giovanni Aliotti, vescovo di Forlì e Maestro di Camera di Giulio III.
Dopo la morte di papa Giulio, il nuovo papa Paolo IV Carafa, salito al soglio pontificio dopo il brevissimo (20 giorni) pontificato di Marcello II, figura assai più severa ma non meno nepotistica del suo predecessore, confiscò tutte le proprietà che papa Giulio aveva riunito; la villa fu divisa, la costruzione principale e parte dei giardini divennero proprietà della Camera Apostolica, e la villa fu riservata per l'uso dei Borromeo, nipoti del successivo papa, Pio IV Medici di Marignano.
Come in tutte le ville rinascimentali di Roma - e tanto più trattandosi di una villa con colture annesse - l'acqua era uno tra i protagonisti dell'assetto architettonico. La villa Giulia fu quindi dotata di una derivazione sotterranea dell'Acquedotto Vergine (lo stesso della Fontana di Trevi) ad essa esclusivamente dedicata. Ne beneficiò, più tardi, anche la cittadinanza, grazie alle due fontane-abbeveratoio poste all'inizio della via di Villa Giulia sulla via Flaminia, dal cardinale Borromeo nel 1672, e da Filippo Colonna principe di Paliano nel 1701.
L'edificio fu restaurato nel 1769 su iniziativa di papa Clemente XIV e destinato ad uso dell'esercito (per acquartieramento, magazzinaggio e anche lazzaretto; vi ebbe sede anche la Scuola di veterinaria, per la cui comodità venne realizzato l'accesso a cordonata alla fontana bassa del ninfeo, utilizzata per abbeverare i cavalli).
Nel 1870 l'edificio divenne proprietà del Regno d'Italia, come sede di raccolta e poi di esposizione dei materiali rinvenuti nel territorio tra i monti Cimini e il Tevere, nel quadro di un ampio programma di esplorazioni archeologiche condotto sul territorio di Falerii (1888-89). 
Iniziò così la destinazione museale della villa, alla quale negli anni trenta furono aggiunte due ali esterne per ospitare le collezioni e i servizi. Nel cortile destro così ottenuto è stata costruita la riproduzione di un tempio etrusco.

## Descrizione

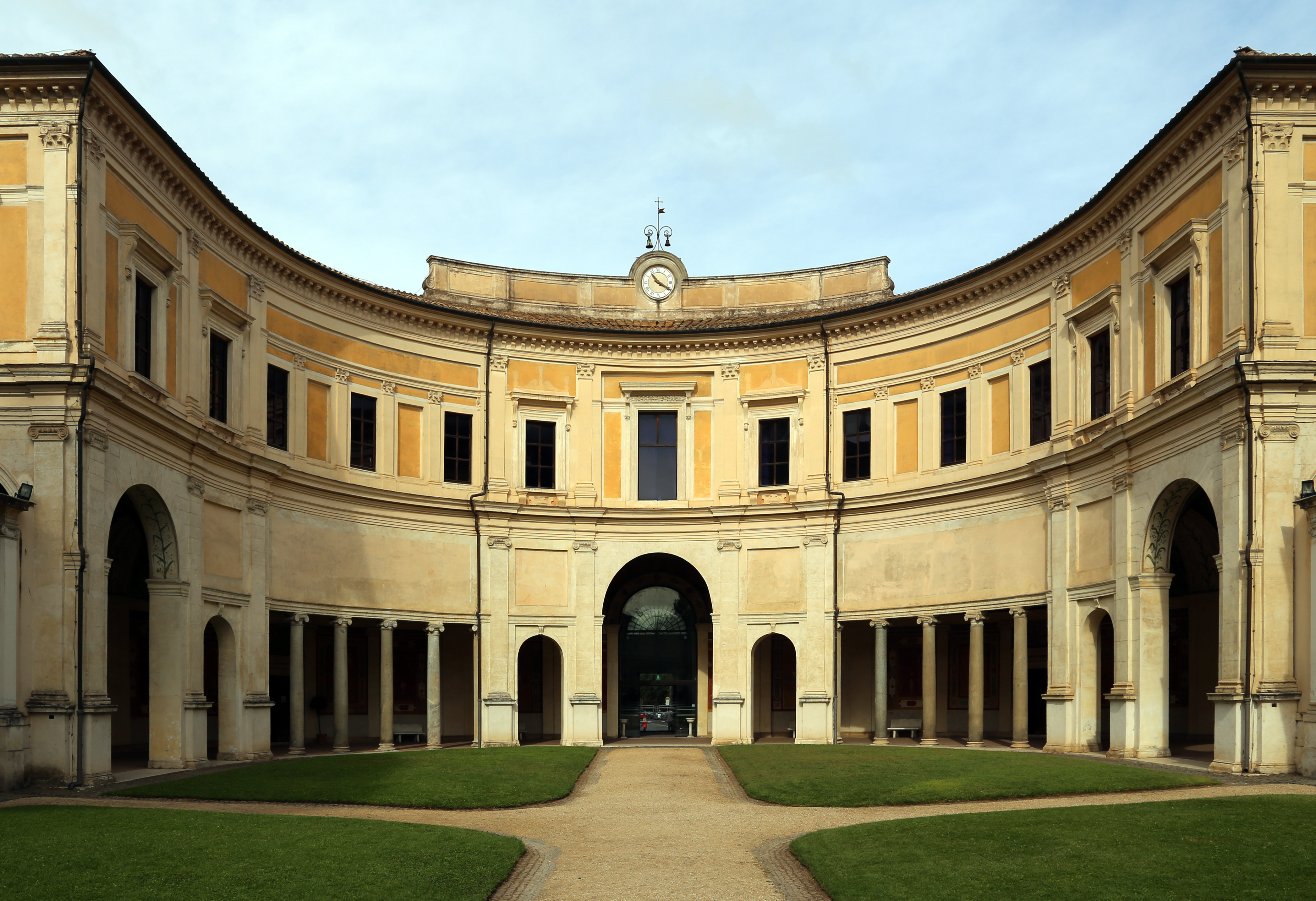
L'emiciclo

Come tutte le ville suburbane, Villa Giulia aveva un'entrata urbana (sulla via Flaminia, un'antica via romana) e un giardino dietro. La villa stessa costituiva la soglia fra due mondi, una concezione essenzialmente romana che è stata adottata in ogni cultura urbana dell'Europa occidentale.
Il casino, di cui aveva fornito un progetto anche Michelangelo, fu costruito su progetto di Jacopo Barozzi da Vignola nel 1551 - 1553. Vi hanno lavorato anche Bartolomeo Ammannati, Giorgio Vasari e Michelangelo Buonarroti. La decorazione pittorica delle pareti fu realizzata da Prospero Fontana, da Taddeo Zuccari, da Pietro Venale e da un gruppo di aiuti. Il papa spese grandi cifre di danaro per aumentare la bellezza della villa, che è uno degli esempi più delicati dell'architettura manierista.
Dal punto di vista compositivo si ha:
- Organizzazione simmetrica secondo l'asse principale, e articolazione in più zone attorno a tre giardini su livelli diversi
- Combinazione di superfici contrastanti: la facciata principale è planare con perimetro rettilineo, mentre quello posteriore è concavo a semicerchio.

Il fronte urbano, del Vignola, è costituito da una severa facciata a due piani, ogni piano ha la stessa altezza. Ha al centro il triplice ritmo di un arco trionfale pienamente dettagliato, fiancheggiato da ali simmetriche di solo due finestre. La facciata è chiusa ad ogni estremità da un pilastro di ordine dorico. Questa facciata della villa Giulia costituisce l'idea guida della villa georgiana del XVIII secolo a sette finestre, riprodotta tanto spesso nelle abitazioni della Virginia.

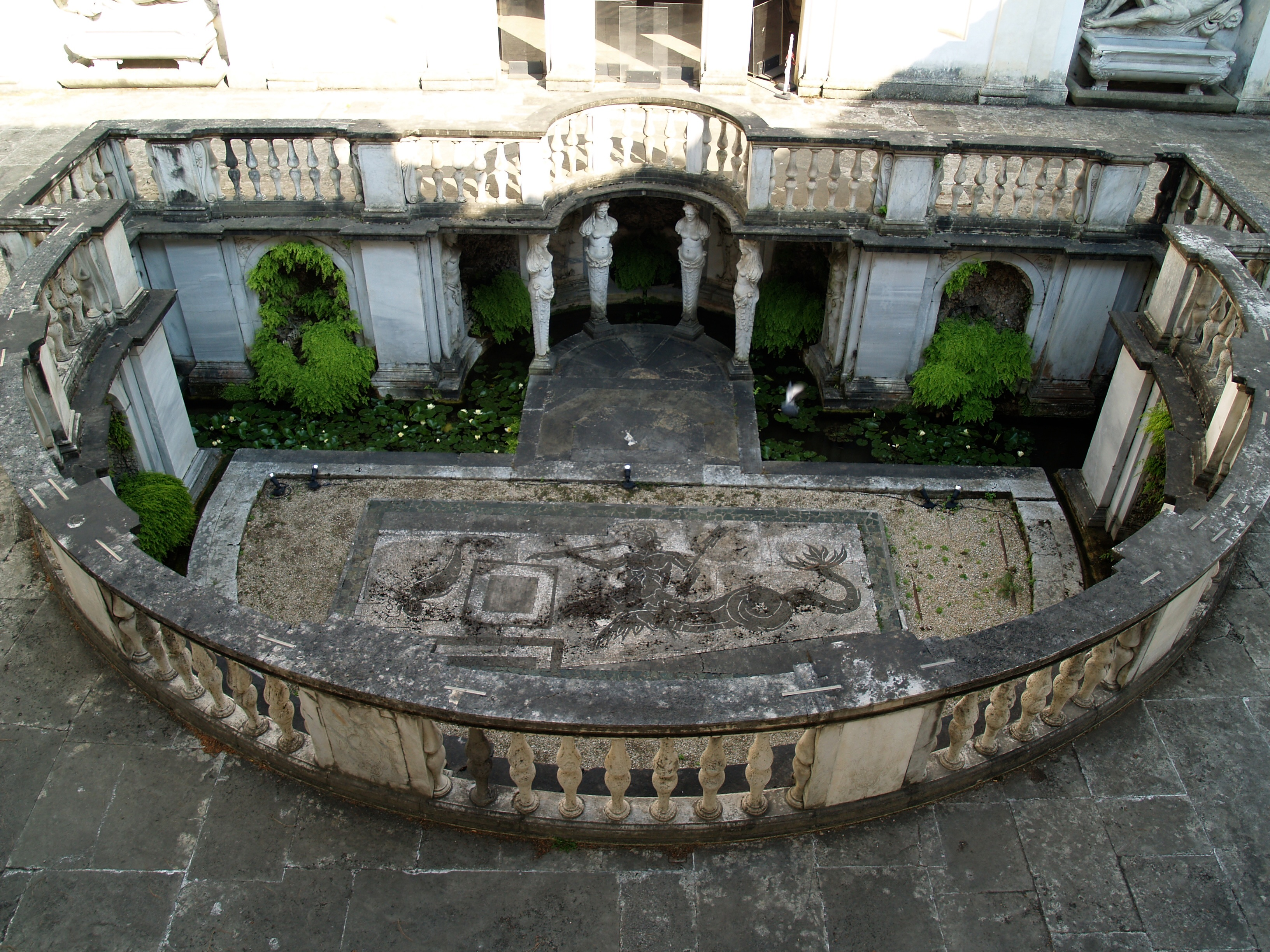
Il Ninfeo

La parte posteriore della costruzione mostra la grande loggia di Ammanati che guarda sopra il primo dei tre cortili.  La loggia dà accesso al giardino ed il passaggio al cortile centrale è ottenuto da due fughe di scale in marmo che conducono al cuore del complesso della villa - un Ninfeo (che si trova a una quota inferiore), per pranzare al fresco sfuggendo alla calura estiva.  Questa composizione, articolata su tre livelli di logge coperte e decorate con statue di marmo e balaustre, è costruita intorno ad una fontana centrale: in questo ambiente fresco, riparato dal sole ardente, si dovevano tenere feste che duravano l'intero giorno. La fontana centrale è un'opera d'arte meravigliosa in sé; progettata e scolpita da Vasari e da Ammannati rappresenta le divinità dei fiumi e le cariatidi.
Il recinto del primo giardino diventa un tutt'uno con il secondo edificio, che porta al cortile centrale, dando continuità compositiva.
Il terzo giardino, situato alla fine dell'asse principale, è all'italiana.
Il Casino della Vigna, come a volte è conosciuto, ed i suoi giardini erano situati al centro di vigne ben tenute. A quel tempo, prima che diventasse di moda lo stile inglese, la vista più piacevole immaginabile da un giardino era quella di un'agricoltura ordinata, dove la mano dell'uomo aveva domato il disordine capriccioso ed il pericolo rappresentato dalla natura. Gli invitati papali sarebbero saliti su barche alle porte del Vaticano e trasportati sul Tevere al grande approdo riservato, per godere i piaceri e le magnificenze della villa, per passeggiare nei giardini e per mangiare i lussuosi pasti nel ninfeo.

## Museo nazionale etrusco

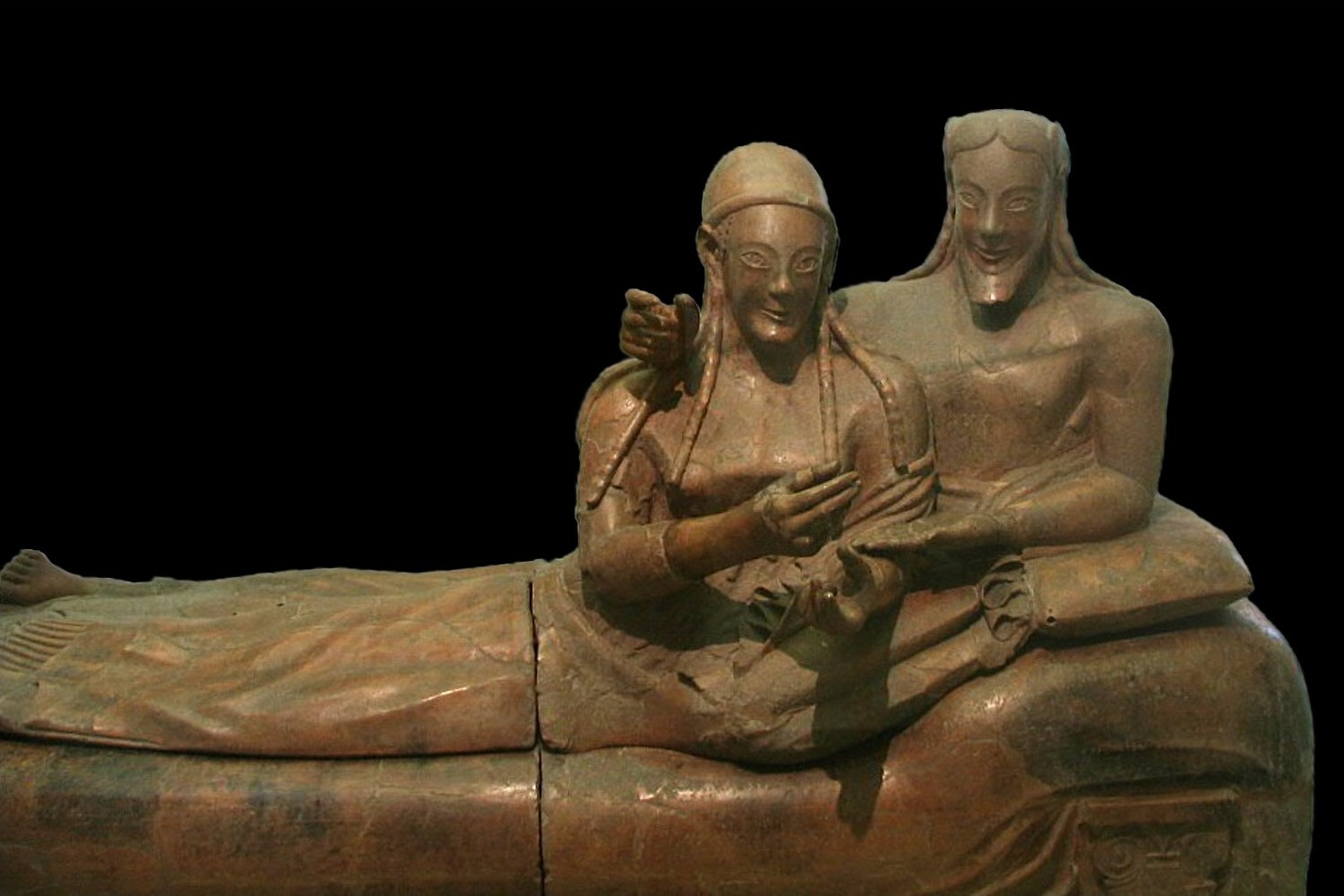
Sarcofago degli Sposi

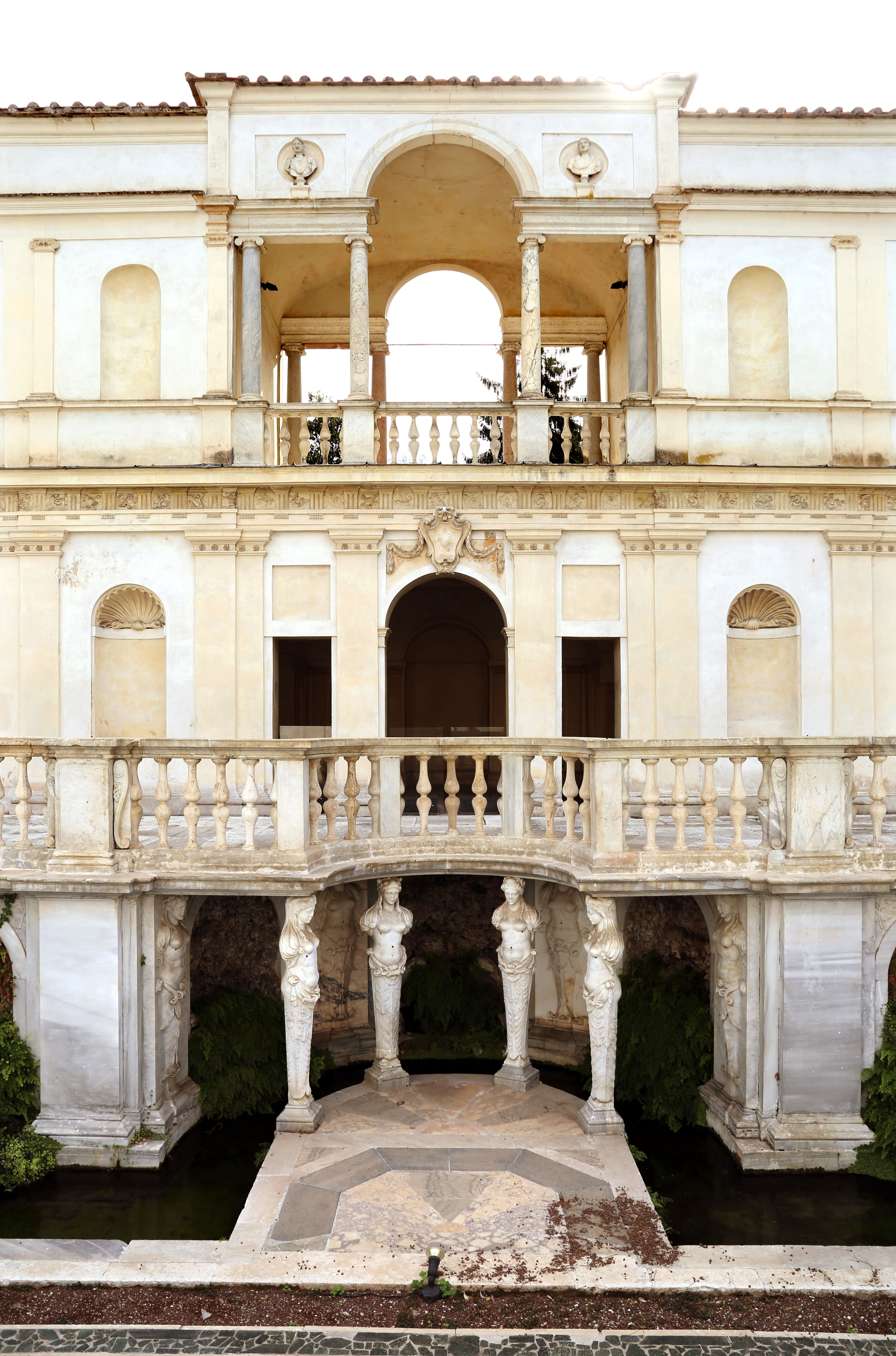
Villa Giulia: loggia verso il ninfeo

Sin dall'inizio del XX secolo esso ha alloggiato il Museo Nazionale Etrusco di Villa Giulia, fondato nel 1889 allo scopo di raccogliere insieme tutte le antichità pre-romane del Lazio, dell'Etruria meridionale e dell'Umbria appartenenti alle civiltà etrusca, falisca e capenate. Il reperto più famoso è il monumento funerario di terracotta, il Sarcofago degli Sposi che rappresenta una coppia di coniugi a grandezza quasi naturale che si adagiano felicemente come se fossero ad un pranzo.
Gli altri tesori custoditi sono:
- Le lamine di Pyrgi, un testo etrusco-fenicio su lamina d'oro
- L'Apollo di Veio, una scultura in terracotta dipinta, della fine del VI secolo a.C.
- I resti di un tempio rinvenuto nei pressi di Alatri
- Un altorilievo frontonale ricostruito da Pyrgi con Tideo che divora il cranio di Melanippo (episodio della Tebaide).
- Le collezioni Barberini, Castellani e Pesciotti

Dal 1947 al 2015 nel Ninfeo della Villa si è svolta la riunione per la scelta del vincitore del Premio Strega.
Il 31 marzo 2013 il museo ha subito un furto che ha colpito parte della collezione Castellani.